# Karl Korsch
Karl Korsch (Tostedt, Baixa Saxònia, 15 d'agost de 1886 - Cambridge, Massachusetts, EUA, 21 d'octubre de 1961) fou un filòsof alemany, teòric i militant del comunisme de consells.

## Biografia
Procedent d'una família de classe mitjana, estudià economia, sociologia, filosofia i dret, i obtingué el 1911 el títol de doctor en dret a la Universitat de Jena. De 1912 a 1914, anà a Anglaterra, on estudià dret anglès i internacional. La primera guerra mundial el portà a Alemanya i s'incorporà a l'exèrcit, on hi passà els quatre anys següents: va ser ferit dues vegades i va ser objecte de degradació i promoció militar al grat de les fluctuacions polítiques. Personalment, prengué posició contra la guerra, s'incorporà al Partit Socialdemòcrata Independent d'Alemanya (USPD), l'ala esquerra del qual creà el desembre de 1918 el Partit Comunista d'Alemanya (KPD). En el transcurs de la revolució alemanya, Karl Korsch participà en la creació del consell obrer de Meiningen.
Començà a ensenyar a la Universitat de Jena com a conferenciant a partir de 1919 i després com a professor titular a partir de 1924.
Karl Korsch va ser elegit diputat al Reichstag per Turíngia, i fou breument ministre de justícia l'octubre de 1923 (el govern obrer va durar tan sols tres setmanes), i de 1924 a 1928 fou diputat al Reichstag. Va ser igualment redactor en cap de l'òrgan teòric del KPD: Die Internationale (fundat el 1915 per Rosa Luxemburg).
Hostil a l'evolució cada vegada més oportunista de la Internacional Comunista, i en particular a l'estalinització, Korsch, que posseïa un coneixement i comprensió de la teoria marxista superior a la de la majoria dels teòrics oficials del partit, entrà ràpidament en conflicte amb la ideologia oficial del partit bolxevic. El 1923, publicà Marxisme i filosofia, que marca la seva ruptura amb el leninisme. Aquest llibre li valdrà el ser denunciat per la Internacional Comunista el 1924.
La seva oposició cada vegada més forta el dugué a dimitir de la direcció de Die Internationale i a participar en l'organització de l'ala esquerra del KPD, que creà un corrent, Entschiedene Linke, i la revista Kommunistische Politik. Finalment fou exclòs del KPD el maig de 1926. Creà llavors amb altres diputats comunistes exclosos i dissidents un grup parlamentari, el Linke Kommunisten, que arribà a reunir fins a 15 diputats al Reichstag.
Korsch, unit a l'oposició consellista alemanya, es posà en relació amb el grup rus Centralisme Democràtic i mantingué contactes amb el Partit Comunista Obrer d'Alemanya i l'oposició d'extrema esquerra present al si de l'SPD. A partir de 1928, la seva activitat continuà al marge de tota organització definida. Va mantenir una estreta relació amb Bertolt Brecht.
L'arribada de Hitler al poder, el 1933, obligà Korsch a anar-se'n d'Alemanya. Passà a Anglaterra, residí durant un curt període a Dinamarca, després, el 1936, emigrà als Estats Units. Tot exercint l'ensenyament a Nova Orleans, Korsch, durant els anys passats a Amèrica, es dedicà a la teoria marxista. A Amèrica com a Alemanya, la seva influència principal va ser la d'educador. Els seus amics, respectuosament, li deien Lehrer («mestre»). Els seus coneixements enciclopèdics i la seva agudesa d'esperit el designaven per a aquest paper particular, encara que hagués preferit ser «al cor de les coses», és a dir, implicat en les lluites reals pel benestar i l'emancipació de la classe obrera, amb la qual s'identificava. El 1936, va sostenir els comunistes llibertaris durant la Revolució espanyola.
Segons les concepcions de Korsch, el marxisme no constitueix ni una filosofia materialista positivista, ni una ciència positiva. Totes les seves proposicions són específiques, històriques concretes, incloent-hi les que tenen l'aparença de l'universal. Fins i tot la filosofia dialèctica de Friedrich Hegel, la crítica del qual va servir de punt de sortida a l'obra de Karl Marx, no pot ser compresa correctament més que si se la connecta amb la revolució social i més si se la considera, no com una filosofia de la revolució en general, però només com l'expressió, en l'àmbit de les idees, de la revolució burgesa. I com a tal, no tradueix el procés sencer d'aquesta revolució, sinó només la seva fase terminal, com es pot veure en el seu acord amb les realitats immediates.

## La seva aportació
Amb György Lukács, Ernst Bloch i Antonio Gramsci és una de les figures de més relleu del que ell mateix anomenà «marxisme occidental» per a distingir-lo de les doctrines que s'anaven imposant en l'àmbit comunista gràcies a l'hegemonia soviètica. Els eixos d'aquest posicionament són l'interès a recuperar el pensament de Hegel i una interpretació oberta de l'obra de Marx, més enllà de lectures economicistes i estàtiques. Per això Korsch revaloritzà textos com els Manuscrits econòmics i filosòfics de 1844 o el Manifest comunista, en els quals es configurava un pensament no separat de l'acció transformadora.
La seva obra s'ha d'entendre dins el marc històric comprès entre l'evolució de la Revolució soviètica cap a l'estalinisme i l'aparició d'una esquerra radical a Alemanya a partir de 1918. El seu pensament té dos aspectes nuclears: la crítica del marxisme com a ideologia del poder burocràtic en la socialdemocràcia i el leninisme, i l'afirmació del proletariat com a subjecte conscient i autònom en la història.

## Obra
- Marxisme i filosofia (1923, revisat i augmentat el 1930)
- El materialisme històric (1929)
- La crisi del marxisme (1931)
- La filosofia de Lenin (1938)
- La ideologia marxista a Rússia (1938)
- Karl Marx (1938).
- L'antiKautsky (1973)
- La guerra i la revolució
- Marxisme i contrarevolució en la primera meitat del segle XX (1975)